# Mohammed Boukourna
Mohammed Boukourna (Tanger (Marokko), 27 oktober 1956) is een Belgisch politicus die actief geweest is voor de PS.

## Levensloop
Boukourna werd beroepshalve sociaal werker. In 1964 verhuisden hij en zijn familie van Marokko naar België. In 1980 was hij medeoprichter van de Association des Jeunes Marocains - Vereniging van Jonge Marokkanen. Ook werd Boukourna actief binnen verschillende vzw's en was hij in 1984 betrokken bij de antiracistische campagne Touche pas à mon pote.
Hij werd lid van de PS en werkte van 1999 tot 2003 op de ministeriële kabinetten van Alain Hutchinson en Eric Tomas, die de partij vertegenwoordigden in de Brusselse Hoofdstedelijke Regering. Van 2003 tot 2007 zetelde hij voor de PS in de Kamer van volksvertegenwoordigers. Tevens was hij van 2006 tot 2012 gemeenteraadslid van Koekelberg.
In 2008 verliet Boukourna de PS en ging hij als onafhankelijke zetelen in de Koekelbergse gemeenteraad. Bij de verkiezingen van 2009 stond hij als plaatsvervangend kandidaat op de cdH-lijst voor het Brussels Hoofdstedelijk Parlement en bij de verkiezingen van 2012 stond hij als onafhankelijke op de Lijst van Burgemeester in Koekelberg, een lijst gelieerd aan de MR.